# Malmijal
Pour plus de détails, voir Fiche technique et Distribution.
Malmijal (말미잘, littéralement « anémone de mer ») est un film sud-coréen réalisé par Yu Hyǒn-mok, sorti en 1995.

## Synopsis
Soo-yeong vit avec sa mère sur une île et attend le retour de son père qui est « parti en mer et pas encore revenu ». Un jour, M. Dok-go arrive en pension sur l'île et Soo-yeong craint de perdre sa mère quand elle le voit l'embrasser.

## Fiche technique
- Titre : Malmijal
- Titre original : 말미잘
- Réalisation : Yu Hyǒn-mok
- Scénario : Kwon Rae-woo
- Musique : Song Byeong-jun
- Photographie : Jin Yang-ho
- Montage : Park Sun-duk
- Production : Na Han-il
- Pays :  Corée du Sud
- Genre : Drame
- Durée : 113 minutes
- Dates de sortie : 
  -  Corée du Sud : 9 mars 1995

## Distribution
- Lee Yeong-ha
- Na Yeong-hie
- Ahn Sung-ki
- Jang Dong-hwi
- Han Suk-kyu

## Distinctions
Le film a reçu le Korean Association of Film Critics Award du meilleur réalisateur.